# HAERTS
HAERTS is een indie-popduo gebaseerd in de Verenigde Staten. De band werd door de Duitsers Nini Fabi en Ben Gebert opgericht in 2010, nadat zij van München naar Brooklyn waren verhuisd. In 2013 brachten ze de ep Hemiplegia uit dat geproduceerd werd door St. Lucia. Een jaar later verscheen hun titelloze debuutalbum HAERTS. In 2015 traden ze op tijdens Coachella als onderdeel van de tournee ter promotie van het album. In 2016 maakten ze drie nummers voor de korte film Power/Land van Julian Klincewicz. In 2018 gaven ze hun tweede album New compassion uit. In 2021 kwam hun derde album uit, Dream Nation.

## Discografie

### Studioalbums
- HAERTS, 2014
- New compassion, 2018
- Dream Nation, 2021

### Ep
- Hemiplegia, 2013